# Symbrenthia hypselis
Symbrenthia hypselis là một loài bướm ngày thuộc Họ Bướm giáp hiện diện ở Nam Á.